# Либеркнехт, Андреа
Андреа Либеркнехт (нем. Andrea Lieberknecht; род. 1965, Аугсбург) — немецкая флейтистка.
Окончила Мюнхенскую высшую школу музыки у Пауля Майзена. Ещё студенткой в 1988 году стала солисткой Симфонического оркестра Мюнхенского радио. В 1991 г. после победы в международном конкурсе исполнителей в рамках фестиваля «Пражская весна» стала солисткой Симфонического оркестра Кёльнского радио. В 1993—1996 гг. была первой флейтой Байройтского фестиваля.
В 1996—1999 гг. преподавала в Кёльнской Высшей школе музыки, с 2002 г. профессор Ганноверской Высшей школы музыки.
Среди записей Либеркнехт преобладает камерная музыка, в том числе барочная: Карл Генрих Граун, Иоганн Готлиб Граун, Георг Филипп Телеман, Иоганн Иоахим Кванц, Амедей Разетти и др. Композиторы-романтики представлены в дискографии Либеркнехт сочинениями Шуберта, Райнеке, Сен-Санса и др., музыка XX столетия — концертом Харальда Генцмера и концертино Зигфрида Вагнера. Выступает и записывается также в дуэте с гитаристом Франком Бунгартеном.